# محمد الزغاري
محمد الزغاري (1902 - 1969) سياسي مغربي.

## مسيرته
ولد محمد الزغاري سنة 1902 بمدينة فاس، وسط أسرة ميسورة. وبعد حصوله على الشهادة الابتدائية، التحق بثانوية مولاي إدريس، هناك ظهرت عليه أعراض الزعامة، إذ انتخب رئيسا لأول جمعية أنشئت بالمغرب لقدماء تلاميذ ثانوية مولاي إدريس، وهي الإطار الجمعوي الذي تحول، مع مرور الوقت، إلى وعاء للحركة الوطنية، حيث كان الزغاري عاشقا للمسرح، خاصة المسرحيات التاريخية، وغالبا ما كان يخصص ريعها لفائدة الجمعية والمعوزين من تلاميذ المدارس.
انتقل محمد إلى باريس ضمن بعثة طلابية مكونة من فرنسيين ومغاربة وجزائريين، هناك نافس بقوة من أجل الحصول على شهادة عليا على الرغم من صعوبة تأقلمه مع أجواء الغربة. ولم يكن الفتى يعلم أنه سيعود إلى العاصمة الفرنسية، بعد ربع قرن، ليمارس مهمة سفير للمملكة المغربية في فرنسا.
في أواخر سنة 1943، أشرف محمد الزغاري، بمعية صفوة من رجالات الحركة الوطنية، على وضع الصيغة النهائية لوثيقة المطالبة بالاستقلال، بمنزله الذي كان مقرا للاجتماعات المتتالية والمنتظمة إبان فترة الإعداد لها. وفي سنة 1944، كلف محمد الزغاري مع الفقيه غازي وعمر بن عبد الجليل ومجموعة من الوطنيين، بمهمة تبليغ نسخة من الوثيقة المطلبية إلى الإقامة العامة الفرنسية، وسلموها فعلا إلى الوزير المفوض في غياب المقيم العام الفرنسي، فكان نصيبه الاعتقال بسجني فاس والجديدة.
ولأن الزغاري كان من أوائل المغاربة الحاصلين على شهادات جامعية، فقد جالسه محمد الخامس وولي عهده الحسن الثاني برفقة البكاي بن مبارك الهبيل بالقصر الملكي في جلسة لمناقشة التشكيلة الحكومية.
تقلد الزغاري عدة مناصب حكومية هامة بعد الاستقلال حيث عين:
- نائبا لرئيس الحكومة في حكومة البكاي بن مبارك الأولى سنة 1955[2]،
- وزيرا للدفاع ووزيرا مكلفا بالتنمية.[2]
- في سنة 1957 عين سفيرا للمغرب في باريس.
- مديرا للمكتب الشريف للفوسفاط.
- محافظا لبنك المغرب من 1959 إلى سنة 1964.[3]
- وزيرا للدولة في حكومة الحسن الثاني الرابعة من 8 يونيه 1965 إلى 11 نونبر 1967.[4]